# Alex Jones
Alexander Emerick (Alex) Jones (Dallas, Texas, 11 februari 1974) is een Amerikaanse radiopresentator, filmmaker en complottheoreticus.
Jones noemt zichzelf zowel libertarisch als paleoconservatief. Zijn radioprogramma The Alex Jones Show, dat tegelijkertijd als internetshow wordt opgenomen en uitgezonden op prisonplanet.tv, wordt via verschillende radiozenders uitgezonden in de VS. Verder bereikt hij een publiek via infowars.com. Daarnaast werd hij, met name tijdens de kredietcrisis en de opkomst van de Tea Party-beweging, uitgenodigd als gast bij onder andere Fox, CNN, RussiaToday, Discovery Channel en andere tv-zenders in de VS en Engeland.
Volgens critici werkt zijn platform Infowars samen met de Russische staatszender RT. Het onderzoek van de FBI naar Russische mediamanipulatie tijdens de Amerikaanse verkiezingen van 2016 zou tevens zijn website Infowars omvatten. In tientallen video's op zijn YouTube-kanaal ontkent Jones echter expliciet een Russische agent te zijn. Naar eigen zeggen is hij een voorvechter van vrijheid, en hij verwijst in zijn shows en merchandise vaak naar 4 juli 1776, toen de Amerikaanse Onafhankelijkheidsverklaring werd ondertekend. De merchandise die in zijn shows en op zijn websites verkocht wordt is gericht op preppers. Volgens critici is zijn media-imperium een vorm van moderne kwakzalverij. In een rechtszaak die zijn ex-vrouw aanspande om Jones zijn ouderlijke bevoegdheden te ontnemen noemde zijn advocaat zijn werk 'performance art'.
Jones gebruikt sociale media voor het verspreiden van zijn gedachtegoed. In 2018 en 2019 werden zijn socialemedia-accounts verwijderd door onder andere Apple, YouTube, Facebook, Spotify en Twitter, omdat hij door het verspreiden van complottheorieën de gedragsregels overtrad.
In 2022 kwam Jones in het nieuws omdat hij tijdens een rechtszaak werd veroordeeld tot het betalen van 965 miljoen dollar schadevergoeding aan de nabestaanden van de slachtoffers van de schietpartij van Sandy Hook.

## Documentaires
Alex Jones maakt naast zijn show ook documentaires. Enkele van zijn documentaires werden gedistribueerd door 'The Disinformation Company'. De afgelopen jaren produceerde hij onder meer:
- America destroyed by design (1997), waarin Jones suggereert dat de Amerikaanse overheid achter de bomaanslag in Oklahoma City van 19 april 1995 zat.[19]
- America wake up (or Waco) (2000)
- Dark secrets: Inside Bohemian Grove (2000), waar hij infiltreerde in de Bohemian Grove: een 'gentlemen's club' van 's werelds mannelijke elite.
- Police state 2000 (2000)
- Police state 2: The takeover (2000)
- Police state 3: Total enslavement (2003)
- American dictators: Documenting the staged 2004 election (2004)
- Martial law: 9/11 Rise of the police state (2005)
- The order of death (2005)
- Terrorstorm (2006)
- Endgame (2007)
- The 9/11 Chronicles: Part one (Truth rising) (2008)
- The Obama Deception (2009)
- Fall of the Republic: The Presidency of Barack Obama (2009)
- Reflections And Warnings - An Interview With Aaron Russo (2009)
- Invisible Empire - A New World Order Defined (2010)
- Police State 4 - The Rise of FEMA (2010)
- Amerigeddon (2016)

Zijn documentaires zijn altijd gratis op internet beschikbaar.

## The Alex Jones Show
The Alex Jones Show is een radio- en tv-programma dat live wordt uitgezonden op meer dan 60 radiostations in de VS, op internet via prisonplanet.tv en infowars.com. De show wordt doordeweeks eens per dag uitgezonden en duurt 3 uur. Daarnaast worden zijn shows, of delen daarvan, honderden miljoenen keren bekeken via YouTube en zijn websites.
Alex Jones heeft een aantal gasten die regelmatig in zijn show verschijnen zoals:
- Roger Stone
- Ron Paul
- Dave Mustaine
- David Icke
- Jesse Ventura